# Storm Shadow (G.I. Joe)
Storm Shadow es un personaje ficticio de la línea de juguetes, cómics y series animadas G.I. Joe: A Real American Hero. Es más conocido como el guardaespaldas ninja del Comandante Cobra y por su historia con su compañero ninja Snake Eyes.
A lo largo de su historia, ha cambiado de bando varias veces; en conflicto en las lealtades entre Cobra, su hermano de sangre, Snake Eyes. Storm Shadow es uno de los personajes más destacados de la franquicia G.I. Joe: A Real American Hero y ha aparecido en todas las series desde sus inicios. Es interpretado por Lee Byung-hun en la película acción real de 2009 G.I. Joe: The Rise of Cobra y en la secuela de 2013 G.I. Joe: Retaliation.  Andrew Koji interpretó a Storm Shadow en la película de 2021, Snake Eyes.

## Perfil
En su encarnación original de A Real American Hero, el nombre real de Storm Shadow es Thomas S. Arashikage (トーマス・嵐影) (Arashi significa "Storm" y kage significa "Shadow" en japonés), un  estadounidense de origen japonés. Storm Shadow sirvió en el grupo de operaciones especiales del Ejército de los Estados Unidos junto con Snake Eyes, y luego lo invitó a entrenar como ninja con su familia en Japón. El dúo ha sido todo el uno para el otro, desde los enemigos más acérrimos hasta los amigos más leales que lucharían y morirían el uno por el otro.
Storm Shadow puede rastrear su historia familiar a través de treinta generaciones de asesinos. Es cinturón negro de octavo grado en varias artes marciales y puede soportar cantidades inimaginables de dificultades y dolor. Storm Shadow se mueve a una velocidad deslumbrante, puede escalar paredes escarpadas con las manos y los pies descalzos, y es un experto con un arco largo, katana, shuriken y nunchaku. Por lo general, usa un uniforme blanco y una máscara. Cuando está fuera de su uniforme, se muestra que es japonés con cabello negro y ojos oscuros.
En 2007, el creador del personaje, Larry Hama, reveló un nombre alternativo para el personaje, Tomisaburo Arashikage (嵐影富三郎), en la serie en solitario Storm Shadow. Su tatuaje es un hexagrama del I Ching llamado 既濟 (jì jì), o "Ya vadeando".
Storm Shadow solo figuraba con un rango mientras era miembro del equipo de Joe. Hay cuatro casos en los que su tarjeta de archivo proporciona un grado de pago: los lanzamientos de 1991, 1994 y 1997 lo incluyen como Sargento mayor o E-8 (el mismo rango que Duke), y en el lanzamiento del 25 aniversario de 2007, la tarjeta de archivo lo enumera como E-5.

## Juguetes
Storm Shadow es uno de los pocos personajes de la línea "G.I. Joe: A Real American Hero" que se ha lanzado como miembro de Cobra y miembro de G.I. Joe. Apareció por primera vez en 1984 como miembro de Cobra, pero con su segunda figura lanzada en 1988, había desertado para ser miembro de G.I. Joe. Una nueva versión de Storm Shadow fue lanzada como parte de la línea Ninja Force en 1992. La figura fue repintada y lanzada como parte de la línea "Shadow Ninjas" en 1994.
Sus lealtades se mantuvieron con G.I. Joe hasta que en el año 2000 se dio a conocer nuevamente su figura como agente Cobra. Desde entonces, se ha mantenido como miembro de Cobra. A menudo se le empareja con su hermano de espada, Snake Eyes, en paquetes múltiples o cómics. Ha sido lanzado dos veces sin máscara como Tommy Arashikage (una vez como figura enviada por correo y otra en un paquete de historietas).

### 25 Aniversario
El año 2007 fue el 25 aniversario del lanzamiento de G.I. Joe: A Real American Hero, la tercera gran reinvención del G.I. Joe desde 1964. Para celebrarlo, Hasbro creó dos conjuntos en caja de figuras completamente nuevas, con esculturas modernas con articulación actualizada (incluido el reemplazo de la construcción de junta tórica de marca registrada de G.I. Joe). Storm Shadow contenía algunos detalles nuevos y más complejos que el personaje original no tenía. Fue incluido en el conjunto Cobra, junto con el Comandante Cobra, Destro, Baronesa y Soldado Cobra. También se incluyó en un paquete de dos que constaba de Storm Shadow y Snake Eyes con sus trajes originales, y un cómic de G.I. Joe #21, la primera aparición de Storm Shadow en la serie. También se incluyó en la primera ola de figuras de un solo paquete con su uniforme ninja de camuflaje urbano G.I. Joe de 1988, pero aún contenía ligeras diferencias con el atuendo del personaje de 1988, ya que Hasbro decidió reutilizar la mayor parte de las herramientas de la primera figura; por lo tanto, no tenía mangas largas, la ubicación del tatuaje de su brazo se había movido y le faltaba el arco recurvo y las prendas de las pantorrillas (las últimas en realidad estaban incluidas en una figura alineada con Cobra que aparece en un paquete de historietas con Firefly, junto con una mochila negra basada en la mochila roja de la figura de 1988). Una versión modificada de su figura de 2007 apareció en la sublínea Hall of Heroes de 2009, así como una nueva caja Cobra, que presentaba la versión sin mangas de su atuendo original tal como aparecía en los cómics y dibujos animados originales.

### Enlaces de películas y 50 aniversario
Como personaje destacado en la franquicia de películas de acción en vivo, Storm Shadow recibió varias figuras en las respectivas líneas de juguetes basadas en películas basadas en sus apariciones en las películas. Además, como parte de la línea de juguetes de G.I. Joe: Retaliation en 2013, recibió una figura de edición "Ultimate" basada en su disfraz Cobra original (sin mangas), con una cabeza adicional sin máscara y numerosos accesorios, incluido un jet pack con colores y marcas basadas en su jet glider Cobra C.L.A.W. En 2012 se lanzó una figura de línea presupuestaria exclusiva para minoristas de descuento, basada en su disfraz Ninja Force. Como parte de la celebración del 50 aniversario de G.I. Joe, Storm Shadow recibió un lanzamiento más basado en su traje de camuflaje urbano de G.I. Joe (aunque su tarjeta de archivo y soporte de figura lo alinearon con Cobra) en un paquete de dos con Spirit Iron-Knife en 2015. Esta figura reprodujo con mayor precisión la figura de 1988 que el lanzamiento de 2007, y usó la mochila y espadas del lanzamiento del paquete de cómics Firefly, con la mochila de color rojo como el juguete de 1988.

## Cómics

### Marvel Comics
Storm Shadow apareció por primera vez en G.I. Joe: A Real American Hero #21 (marzo 1984), de Marvel y fue creado por Larry Hama. Storm Shadow sirvió en el sudeste asiático en el mismo equipo de Patrulla de Reconocimiento de Largo Alcance que los futuros Joes Stalker y Snake Eyes. La naturaleza intensa de este servicio forjó una fuerte amistad entre él y Snake Eyes. Después de Vietnam, Storm Shadow visitó a su familia en Japón. Su familia, el Clan Arashikage, en realidad había sido un feroz clan ninja, pero durante muchos siglos había permanecido en la clandestinidad. Con la esperanza de aprender los caminos del ninja, Storm Shadow estudió bajo la tutela de su tío, el Hard Master. Cuando Snake Eyes llegó a Japón tras la muerte de toda su familia en un horrible accidente automovilístico, fue invitado a estudiar con el clan. Rápidamente comenzó a superar las habilidades de Storm Shadow y fue la elección del Hard Master para sucederlo como jefe del clan. Esto provocó una ruptura entre los dos amigos, y Snake Eyes decidió que dejaría el clan. Sin embargo, antes de que pudiera, un asesino mató al Hard Master mientras demostraba una técnica ninja a Snake Eyes. Debido a que nadie más vio al asesino, su partida inmediata (persiguiendo al asesino que huyó en un mini-helicóptero perteneciente a Cobra), que el asesino parecía usar una técnica ninja en la que Storm Shadow era un maestro, y que la flecha que mató al Hard Master fue una de las flechas personales de Storm Shadow, Snake Eyes, el Soft Master y los miembros restantes del clan pensaron que Storm Shadow era el culpable del asesinato. (Más tarde se reveló que Zartan era el asesino. Había usado tecnología para replicar la técnica de apuntar a ciegas del "oído que ve" de Storm Shadow. Su objetivo previsto era Snake-Eyes, un asesinato por venganza ordenado por el Comandante Cobra, pero Hard Master había estado imitando el latido del corazón de Snake-Eyes y Zartan disparó al objetivo equivocado. La flecha era genuinamente de Storm Shadow, Zartan la había recuperado del exterior del complejo de Arashikage después de que Storm Shadow se exhibiera cruelmente y usara la técnica del "oído que ve" para matar a una ardilla disparando a través de una pared.)
Pasaron los años y Storm Shadow finalmente fue conducido a la organización terrorista internacional Cobra. Rápidamente se convirtió en guardaespaldas del Comandante Cobra y poco después se encontró con sus viejos amigos, Stalker y Snake Eyes, como miembros del equipo de ataque estadounidense, G.I. Joe, diseñado para destruir a Cobra. Storm Shadow se hace amigo del hijo del Comandante Cobra, un adolescente llamado Billy. Finalmente, los dos escapan juntos. Después de varias batallas con los Joes, Storm Shadow y Snake Eyes trabajarían juntos para derrotar a los hombres responsables de la muerte de Hard Master (Zartan, el Comandante Cobra y Firefly). Durante su primer intento, mientras intentaban huir de la isla Cobra, Storm Shadow recibió un disparo de la Baronesa y se creía que estaba muerto. Fue revivido durante la creación de Serpentor por parte del Doctor Mindbender. Finalmente, Storm Shadow se convirtió en miembro oficial del equipo GI Joe y recuperó su honor a través de innumerables actos de valentía. Más tarde regresaría a Cobra después de ser capturado y lavado de cerebro junto con varios otros exagentes de Cobra. Con frecuencia se le dieron sesiones continuas de lavado de cerebro para asegurar su lealtad, y le tomó algunos años finalmente deshacerse de la programación y reunirse con su hermano de espada, Snake Eyes. Storm Shadow participa en el entrenamiento de Ninja Force oficial de Joe. Les relata a los estudiantes cómo no pudo dominar una habilidad específica hasta que intentó enseñarla; esto le permitió ver la habilidad desde diferentes ángulos y finalmente dominarla. En el próximo número, Storm Shadow y Ninja Force se encuentran con un ataque de la fuerza mercenaria aliada Cobra llamada 'Night Creepers'.

### Devil's Due Publishing

#### America's Elite
Cuando el equipo G.I. Joe se reactiva en G.I. Joe: America's Elite de Devil's Due Publishing, Storm Shadow se agrega al equipo debido a su experiencia como especialista en operaciones encubiertas y ninja. Sin embargo, lo que resulta más importante para el equipo es el conocimiento que obtuvo como guardaespaldas del Comandante Cobra. Si bien Snake Eyes y Stalker lo aceptan como miembro, el miembro del equipo Shipwreck es el que más expresa sus sospechas, considerando las lealtades en constante cambio del ninja. Storm Shadow es el primero en enterarse de que la Baronesa está viva y retenida en el sótano del nuevo centro de mando de G.I. Joe, "The Rock". Después de la muerte de Snake Eyes a bordo del submarino de Destro, Storm Shadow ayuda al equipo a buscar el cuerpo y se encuentra con el Mayor Bludd en Australia. Encuentra que el clan Red Ninja había resucitado a Snake Eyes de entre los muertos y había usado algunas de sus antiguas técnicas para colocar a Sei-Ten en el cuerpo de T'jbang. Después de detener a Snake Eyes al poner en peligro la vida de Scarlett, Storm Shadow abandona temporalmente el equipo para ayudar a los Red Ninjas a reconstruir y revivir a su líder para arreglar las cosas. Storm Shadow regresa para evitar que Cobra libere a los prisioneros de la prisión de G.I. Joe "The Coffin", con la ayuda de un topo dentro de Cobra. Tiene un éxito parcial, pero Tomax logra liberar al Mayor Bludd y varios otros, mientras mata a los considerados del Comandante Cobra "cabos sueltos". Storm Shadow luego rastrea a Destro y la Baronesa, para que puedan ayudar a desactivar los dispositivos tecnológicos M.A.R.S. de Cobra. Se unen al resto del equipo principal para derrotar a varias células Cobra y desarmar las armas nucleares que el Comandante Cobra ha colocado en el Amazonas y la Antártida.
La serie en solitario de siete números Storm Shadow, escrita por el escritor original Larry Hama, sigue a Storm Shadow después de dejar el equipo G.I. Joe.

## Serie animada

### Sunbow
A diferencia del cómic, la serie animada Sunbow nunca exploró la relación entre Snake Eyes y Storm Shadow. Apareció por primera vez en la miniserie "The Revenge of Cobra", en la que lucha contra Spirit, miembro de G.I. Joe, por uno de los tres fragmentos del Weather Dominator. Deja que Spirit se quede con el fragmento por salvarlo de ahogarse, pero luego lo roba de la sede de GI Joe después de que Zartan captura el tercer componente y se lo ofrece al mejor postor. En esta serie, Storm Shadow a menudo se representaba como una contraparte de Spirit, y más tarde contra Quick Kick, miembro de G.I. Joe. En el episodio "Excalibur", se estrella contra un lago durante una batalla aérea y encuentra la espada del Rey Arturo, robándoselo a la Dama del Lago. Esto provoca una tormenta eléctrica que solo se detiene cuando se devuelve el Excalibur. También en ese episodio, Storm Shadow se encuentra con Quick Kick dos veces y le rompe la pierna en ambas ocasiones.
Storm Shadow permaneció leal a Cobra hasta el final de la serie Sunbow. En la segunda temporada, se puso del lado del Comandante Cobra contra Serpentor, y se le vio ayudando al Comandante en varios de sus complots para derrocar a Serpentor.

### G.I. Joe: The Movie
En G.I. Joe: The Movie, Storm Shadow se ve en dos fotogramas cuando Serpentor les grita a todos los personajes de Cobra al principio.

### DiC
Storm Shadow regresa en la serie G.I. Joe producida por DiC, pero esta vez del lado del equipo Joe y como miembro de Ninja Force, lo que refleja su estado tanto en la línea de juguetes como en los cómics en ese momento. Se puso del lado de los Joe porque la historia de la caricatura inicial terminó después de G.I. Joe: The Movie y, por lo tanto, el cómic dictó el camino de los juguetes. Si la serie hubiera continuado con una tercera temporada, Storm Shadow todavía habría sido una Cobra. El Comandante Cobra hace varios comentarios en el episodio Shadow of a Doubt sobre Storm Shadow siendo un traidor. Storm Shadow afirma que solo se unió a Cobra para descubrir quién había deshonrado a su clan ninja. Aparte de eso, se le da poca historia de fondo en la serie animada. La relación entre Snake Eyes y Storm Shadow se muestra mejor en el episodio de la temporada 2, The Sword, cuando se demuestra que ambos respetan las habilidades y destrezas ninja del otro. Storm Shadow fue expresado por Scott McNeil.

### Directo a video
Storm Shadow apareció en las películas animadas CGI directas a video G.I. Joe: Spy Troops y G.I. Joe: Valor vs. Venom, con la voz de Ty Olsson. Estas dos películas parecen ignorar la continuidad anterior y se ocupan más de la continuidad de los juguetes y los dibujos animados en ese momento. Storm Shadow vuelve a ser un ninja Cobra como en los dibujos animados anteriores de Sunbow; sin embargo, a diferencia de épocas anteriores, ahora se enfrenta a Snake Eyes.
En el corto animado G.I. Joe: Ninja Battles, un nuevo ninja Tiger Claw se une a GI Joe y se entera del pasado de Snake Eyes y Storm Shadow en el clan Arashikage. La rivalidad entre los dos ninjas se explica hasta cierto punto y muestra cómo se han tratado hasta el día de hoy. La mayor parte de la película es una narración sobre el arte original y algunas escenas de las películas anteriores, así como algunas imágenes nuevas al final.

### G.I. Joe: Resolute
En la miniserie G.I. Joe: Resolute, el pasado de Storm Shadow se revela como su rivalidad con Snake Eyes como resultado de que Storm Shadow temía que su tío le enseñara el séptimo movimiento de los "Siete pasos hacia el sol" a Snake Eyes en lugar de él debido a su sed de sangre, y luego contratar a Zartan para eliminar a su maestro. En la actualidad, durante el ataque del USS Flagg, Storm Shadow asesina a Bazooka y coloca un pergamino marcado con el símbolo de Arashikage que emite a Snake Eyes un duelo final en su antiguo dojo. Al revelar sus verdaderas razones para odiar a Snake Eyes, Storm Shadow lo inmoviliza con el sexto movimiento. Sin embargo, los contadores de Snake Eyes revelan que, de hecho, había aprendido el movimiento final de su maestro antes de su muerte, usándolo para matar a Storm Shadow. Sin embargo, en el lanzamiento en DVD de la película, se muestra que la tumba en la que Snake Eyes enterró a Storm Shadow está vacía y Storm Shadow presumiblemente todavía está vivo. Storm Shadow fue expresado por Eric Bauza.

### G.I. Joe: Renegades
En la serie animada G.I. Joe: Renegades, Storm Shadow es la voz de Andrew Kishino. Nacido como Tomisaburo Arashikage, es primo de Kimi Arashikage (Jinx) y sobrino del Hard Master, jefe del clan de ninjas Arashikage. Una vez entrenó con Snake Eyes y ha tenido una amarga rivalidad con él. La rivalidad alcanzó su cénit cuando Tomisaburo deslizó veneno en la taza de té destinada a Snake Eyes cuando iba a hablar con el Hard Master. Sin embargo, sin el conocimiento del joven, las tazas se cambiaron accidentalmente y Hard Master bebió el té envenenado. Confundir el intento de Snake Eyes de salvar a su tío (a través de una traqueotomía de emergencia) como un acto de asesinato a sangre fría, dejándolo marcado mientras lo expulsaba, Tomisaburo juró venganza mientras se convertía en el líder interino del Arashikage. Storm Shadow persiguió a Snake Eyes hasta su dojo oculto en las montañas, le contó a Kimi cómo murió su padre y la convenció de reclamar su derecho de nacimiento. Durante los eventos de "Homecoming", Storm Shadow luchó contra Snake Eyes a bordo de un tren militar y ayudó a la Baronesa, luego se infiltró en Industrias Cobra y le propuso lealtad. Más tarde, en "White Out", Storm Shadow recibe las Shadow Vipers de Doctor Mindbender y persigue a los Joes hasta Canadá, donde apenas logró sobrevivir al ser atrapado en una avalancha. En "Cutting Edge", Baronesa llama a Storm Shadow cuando un ninja de alta tecnología apunta al Comandante Cobra. Storm Shadow termina descubriendo que el asesino es Jinx, quien reveló (como le explicó Scarlett) que la acción de Snake Eyes contra Hard Master fue en realidad un intento de salvarlo del veneno que le infligía. Al escucharlo, Storm Shadow se va y luego regresa para ayudar a Jinx y Snake Eyes a destruir un grupo de B.A.T.s. Una vez que la pelea se resolvió, Storm Shadow admitió su intento de asesinato en Snake Eyes y cómo Hard Master murió como resultado. Creyéndose a sí mismo más allá de la redención por matar sin saberlo al Hard Master, Storm Shadow se despide.

## Sigma 6
En G.I. Joe: Sigma 6, Storm Shadow es el maestro ninja de Cobra. Comenzó su carrera en los principales grupos de inteligencia estadounidenses. Al principio se infiltró en la organización Cobra y el enemigo le lavó el cerebro. Con poderosos trucos mentales, lo convencieron de que los grupos para los que trabajaba eran realmente traidores, y que las fuerzas Cobra eran los buenos que intentaban detenerlos. Es un ninja poderoso que ha adaptado sus habilidades en las artes marciales para satisfacer sus propios propósitos malvados. Un experto en contrainteligencia de operaciones encubiertas, una vez realizó operaciones de sabotaje encubiertas. Ahora, como miembro de Cobra, usa este conocimiento contra el equipo de Sigma 6, siempre trabajando para destruirlos a ellos y a cualquier otra persona que se interponga en su camino.
En la serie animada, Storm Shadow tiene la voz de Tom Wayland. La rivalidad entre Storm Shadow y Snake Eyes es una de las tramas centrales de la serie. Ha habido indicios y referencias en cuanto a la causa de su enemistad. El sitio web de 4Kids TV para Sigma 6 afirma que Storm Shadow estaba en una misión de infiltración en una base Cobra y fue capturado y le lavaron el cerebro para que pensara que Joes y Snake Eyes eran sus enemigos. Aunque Storm Shadow llamó "hermano" a Snake Eyes, se desconoce la naturaleza exacta de esa relación, aparte del hecho de que fueron entrenados juntos por su maestro. Storm Shadow frecuentemente culpa a Snake Eyes por la caída del clan ninja Arashikage. Sin embargo, la naturaleza exacta de la traición de Snake Eyes al Arashikage, si es que hubo alguna, aún se desconoce. En ocasiones, usó ninjas B.A.T.s como soldados de apoyo. Esto contrasta con la serie A Real American Hero, en la que Storm Shadow prefería humanos altamente capacitados en lugar de máquinas.
Devil's Due también creó una miniserie basada en Sigma 6. Sigue el estilo y el contenido de la serie animada, destacando a un miembro diferente de Sigma 6 y Cobra en cada número.

## Película de acción real
En la película de 2009, G.I. Joe: The Rise of Cobra, el joven Storm Shadow es interpretado por Brandon Soo Hoo y de adulto por Lee Byung-Hun. En esta adaptación cinematográfica, Storm Shadow es retratado como un ninja coreano que fue entrenado en Japón. El joven Storm Shadow es visto hablando en coreano mientras entrena en Tokio.
Storm Shadow tiene una larga historia con Snake Eyes que se remonta a cuando eran niños, cuando atrapó a Snake Eyes hambriento tratando de robar comida. Sin embargo, para disgusto de Storm Shadow, Snake Eyes es inmediatamente bienvenido al dojo. Si bien Storm Shadow es inicialmente superior, Snake Eyes persiste y finalmente gana el favor del Hard Master. Poco después, Snake Eyes es proclamado el mejor estudiante y parece que Storm Shadow asesinó al maestro y huyó de la escena. Esto convierte su rivalidad en un odio amargo cuando se encuentran en bandos opuestos. Similar a sus contrapartes de continuidad en el fondo y el atuendo, Storm Shadow sirve como el asesino de McCullen y como guardaespaldas y mentor de la Baronesa. Enviado por McCullen para apoyar a la Baronesa en la adquisición de las ojivas de nanomites, Storm Shadow también recibió una orden directa de matar al Barón Daniel DeCobray si alguna vez volvía a tocar a la Baronesa, y ella le dio la razón intencionalmente ya que DeCobray sobrevivió a su utilidad para ellos. Sin embargo, en otro caso, Zartan se burla de Storm Shadow por su falta de voluntad para matar mujeres. Durante una larga pelea en la base ártica de Cobra, Snake Eyes corta varias veces a Storm Shadow, y finalmente obliga a este último a quitarse el uniforme blanco. Al final, Snake Eyes lo apuñala y cae al agua helada.
En Operation HISS, una secuela cómica de la película, Storm Shadow sobrevivió a su aparente muerte en la película. Lee Byung-hun declaró en una entrevista que firmó para regresar a futuras secuelas, y repitió su papel en la película G.I. Joe: Retaliation. Disfrazado como Snake Eyes, Storm Shadow ha asesinado al presidente de Pakistán y saca al Comandante Cobra de la prisión con la ayuda de Firefly. Es herido en una explosión y se retira a un templo en el Himalaya para recuperarse. Cuando Blind Master se entera de que está vivo, Storm Shadow es capturado y llevado al maestro en Japón por Snake Eyes y Jinx para responder al asesinato del Hard Master. Luego revela que fue incriminado por el asesinato de Hard Master por Zartan, el verdadero asesino, quien procedió a criar a Storm Shadow para que fuera un asesino despiadado, y que se unió a Cobra para vengar la muerte de su tío. Para demostrar su inocencia, Storm Shadow también lucha contra Snake Eyes con la espada que mató al Hard Master, que se rompe (el acero de Arashikage no se rompe). Eventualmente, Storm Shadow traiciona a Cobra y une fuerzas con los Joes en su lucha, matando a Zartan en el proceso. Después de su victoria, se despide de Snake Eyes y Jinx y se va.
Storm Shadow aparece en Snake Eyes con Andrew Koji interpretando al personaje. La película está ambientada en una continuidad alternativa, pero como cualquier otra continuidad, el personaje es miembro del Clan Arashikage. Tomisaburo "Tommy" Arashikage y su primo Kenta estaban en línea para convertirse en líderes del clan. Como solo podía haber uno, Kenta intentó que mataran a Tommy y, como consecuencia, fue desterrado del clan. En el presente, Kenta, ahora miembro de Cobra y jefe Yakuza, ordena a su recluta Snake Eyes que mate a Tommy, pero Snake Eyes ayuda a Tommy a escapar. A cambio, Tommy lleva a Snake Eyes a Tokio y le ofrece unirse al Clan Arashikage. Tommy también le da a Snake Eyes una katana conocida como "Morning Light", y le cuenta sobre la Joya del Sol, un antiguo artefacto de poder destructivo que el clan ha jurado proteger y no usar. Más tarde se revela que Snake Eyes ha estado trabajando como espía para Kenta cuando le roba la Joya. Tommy enfurecido lucha contra Snake Eyes, pero Snake Eyes, que se ha dado cuenta de su error, convence a Tommy de que deben detener a Kenta, lo que logran. Sin embargo, Tommy usa la Joya contra Kenta, por lo que se determina que no es apto para liderar el clan Arashikage. Tommy abandona el clan y jura matar a Snake Eyes si alguna vez se vuelven a encontrar. En una escena de mitad de los créditos, la Baronesa recluta a Tommy en Cobra y se cambia el nombre a sí mismo como "Storm Shadow".

## Videojuegos
Storm Shadow es uno de los villanos destacados en el juego de 1985 G.I. Joe: A Real American Hero. Storm Shadow aparece como un personaje jugable en el juego de 1992 G.I. Joe: The Atlantis Factor. En el juego de 2009 G.I. Joe: The Rise of Cobra, es un mini-jefe contra el que se lucha una vez en cada uno de los primeros tres actos.

## Recepción
Topless Robot clasificó a Storm Shadow en segundo lugar en la lista de 2010 de Los 10 mejores G.I. Joe Ninjas, y agregó que "ha sido votado como el villano Cobra número 1 por el antiguo Action Force Weekly". Su imagen también aparece en League of Legends, donde el personaje ninja yordle llamado Kennen puede recibir el aspecto Arctic Ops, que muestra el patrón de camuflaje usado por Storm Shadow de 1988, así como el personaje Zed que tiene un aspecto que parece similar a su apariencia.